# Kolka jelitowa
Kolka jelitowa (łac. colica intestinalis) – jedna z rodzajów kolek; to nagły, napadowy, silny i ostry ból, którego przyczyną jest intensywny skurcz mięśni gładkich. 
Powodów wystąpienia kolki jelitowej jest wiele. Można do nich zaliczyć np.: spożycie nieodpowiedniego dla organizmu produktu, kamienie kałowe, ciało obce w przewodzie pokarmowym (pestka lub twardy kęs pokarmu). W łagodzeniu kolki pomagają ścisła dieta lub kompres rozgrzewający. Gdy kolka jelitowa wystąpi u niemowląt, zaleca się kontakt z lekarzem w celu wykluczenia innych przyczyn dolegliwości.
Kolka u niemowląt
Najczęściej kolka pojawia się między 3. a 12. tygodniem życia, zanika zwykle po 3. miesiącu życia, chociaż u niektórych dzieci objawy mogą się utrzymywać do 6-9. miesiąca życia. Częściej cierpią chłopcy niż dziewczynki.

## Objawy
- silne bóle brzucha
- nudności
- zaburzenia łaknienia
- wymioty
- napięty brzuch (u niemowląt)
- oddawanie gazów

## Leczenie
- doustne leki rozkurczowe
- probiotyki
- mieszanki o znacznym stopniu hydrolizy białek - stosuje się je zamiast podawać mieszanki mleczne.

Przeczytaj ostrzeżenie dotyczące informacji medycznych i pokrewnych zamieszczonych w Wikipedii.